# Zoltán Csizmadia
Zoltán Csizmadia (ur. 12 grudnia 1977) – węgierski judoka.
Uczestnik mistrzostw świata w 2001 i 2003. Startował w Pucharze Świata w latach 1997–2001, 2003, 2004 i 2006–2008. Brązowy medalista mistrzostw Europy w 2001. Siódmy na igrzyskach wojskowych w 1999. Trzeci na MŚ wojskowych w 2001 roku.